# Nidaga
Nidaga är en ort i Burkina Faso.   Den ligger i regionen Centre-Ouest, i den centrala delen av landet, 60 km sydväst om huvudstaden Ouagadougou. Nidaga ligger 315 meter över havet och antalet invånare är 1 630.
Terrängen runt Nidaga är mycket platt. Närmaste större samhälle är Kokologho, 17,3 km nordost om Nidaga.
Omgivningarna runt Nidaga är en mosaik av jordbruksmark och naturlig växtlighet. Runt Nidaga är det ganska tätbefolkat, med 54 invånare per kvadratkilometer.